# Luperina lacunosa
Luperina lacunosa là một loài bướm đêm trong họ Noctuidae.